# إيفيلين وانغ
إيفيلين وانغ (بالإنجليزية: Evelyn Wang) هي مهندسة ميكانيك أمريكية، ولدت في 1978 في نيويورك في الولايات المتحدة.

## وصلات خارجية
- الموقع الرسمي